# 黑人学校

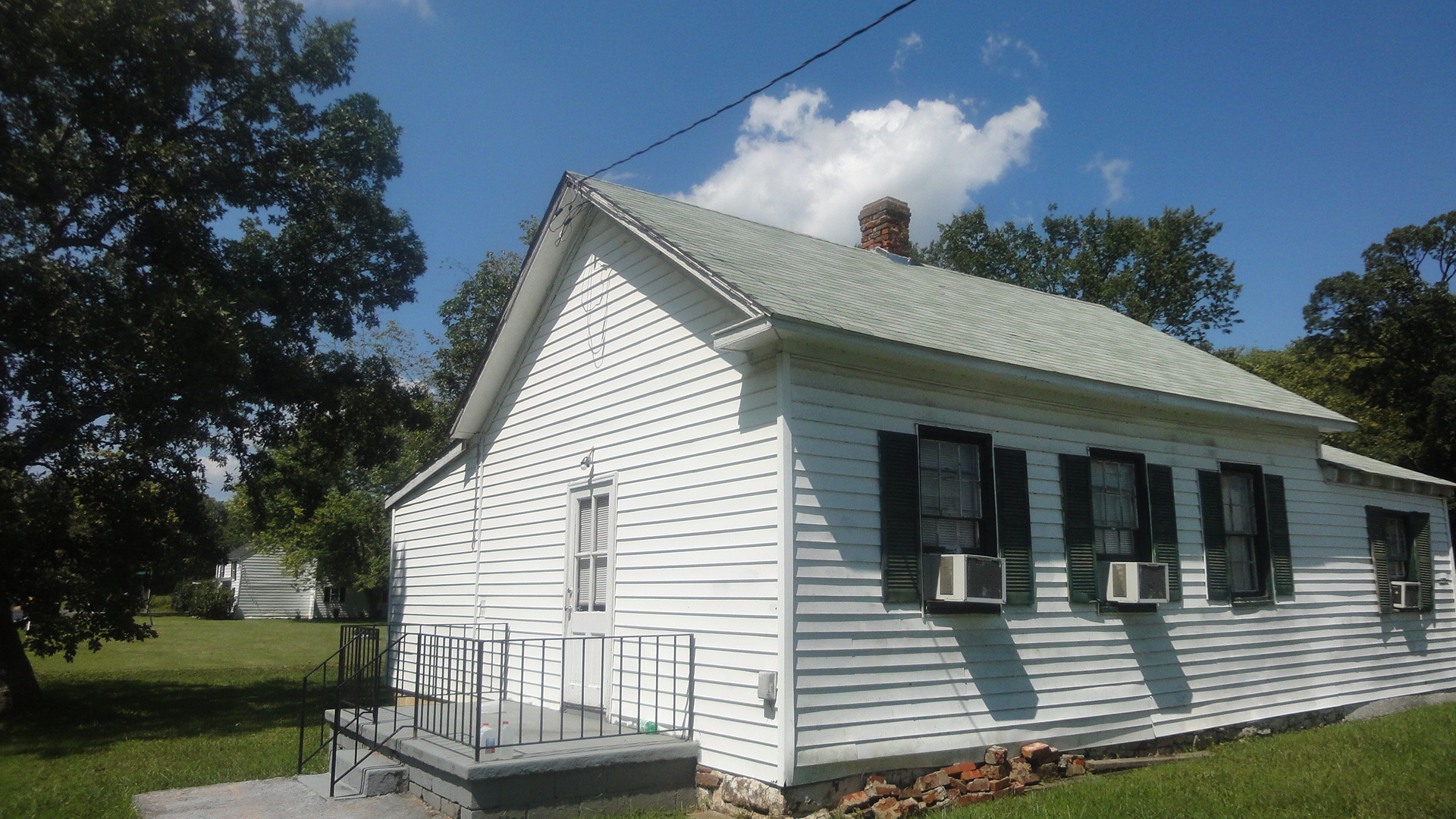
马丁斯堡黑人学校的图像，也被称为埃尔默学校。它建于1886年。它服务于马里兰州蒙哥马利县一个名为马丁斯堡的历史悠久的非裔美国人社区。

黑人学校源于美国内战和重建时期后，在南部州保持种族隔离和白人优越论的公共政策下美国南部的法律隔离。在美国，白人对非洲裔美国人的胜利导致非洲裔美国人的学校大都简陋不堪。南方建立公共学校后数十年才有提供中学教育的系统。但是，黑人老师和学生创立了一些杰出的黑人中学。

## 历史
内战前由于奴隶禁止接受教育，南部很少有非洲裔美国人接受什么教育。进而一般说来对白人孩子也没有公共学校系统。